# Ansichten aus dem Saarland
Die Dauermarkenserie Ansichten aus dem Saarland, teilweise auch Saar V genannt, war eine aus 14 Briefmarken bestehende Serie mit insgesamt sieben verschiedenen Motiven der Saarländischen Post, die in den Jahren 1952 bis 1955 erschienen ist und bis 30. Juni 1957 gültig war. Am 22. Oktober 1955 erschienen zusätzlich drei Marken die einen Aufdruck zur am nächsten Tag stattfindenden „Volksbefragung im Saarland“ hatten.
Obwohl die meisten Marken dieser Ausgabe erst 1953, 1954 oder sogar erst 1955 herausgegeben wurden, zählen sie zu diesem Satz und somit zu dem Jahr 1952.

## Markenliste
| Bild | Beschreibung                                                          | Werte in Franc | Ausgabe- datum    | Auflage    | Entwurf   | MiNr.         |
|      | - Schachtanlage                                                       | 1              | 12. März 1953     | 4.220.278  | Kratz     | 319           |
|      | - Ludwigsgymnasium Saarbrücken                                        | 2              | 13. März 1953     | 4.978.874  | Mees      | 320           |
|      | - Brücke in Gersweiler, im Hintergrund die Burbacher Hütte            | 3              | 3. Mai 1953       | 5.143.453  | Frantzen  | 321           |
|      | - Hauptpostamt Saarbrücken (ohne Inschrift)                           | 5              | 1. Oktober 1952   | 10.000.000 | Geis      | 322           |
|      | - Hauptpostamt Saarbrücken (mit Inschrift am unteren Rand)            | 5              | März 1954         | 19.945.071 | Geis      | 323           |
|      | - Hängebrücke in Mettlach, im Hintergrund Gebäude von Villeroy & Boch | 6              | 1. August 1953    | 4.947.790  | Grittmann | 324           |
|      | - Ludwigsgymnasium Saarbrücken                                        | 10             | 19. Dezember 1953 | 2.969.768  | Mees      | 325           |
|      | - Hauptpostamt Saarbrücken                                            | 12             | 12. März 1953     | 16.221.735 | Geis      | 326           |
|      | - Schachtanlage (ohne Inschrift)                                      | 15             | 1. Oktober 1952   | 11.000.000 | Kratz     | 327           |
|      | - Schachtanlage (mit Inschrift am unteren Rand)                       | 15             | November 1953     | 13.980.000 | Kratz     | 328           |
|      | - Schachtanlage (andere Farbe)                                        | 15             | 10. Januar 1955   | 2.734.488  | Kratz     | 329           |
|      | - Brücke in Gersweiler                                                | 18             | 18. März 1955     | 936.957    | Frantzen  | 330           |
|      | - Bibliotheksgebäude der Universität des Saarlandes                   | 30             | 3. Mai 1953       | 8.936.890  | Mees      | 332           |
|      | - Wiederaufbau der Ludwigskirche Saarbrücken                          | 500            | 1. August 1953    | 207.305    | Frantzen  | 337           |
|      | Neudruckausgabe mit Aufdruck „Volksbefragung 1955“ - Schachtanlage    | 15             | 22. Oktober 1955  | 1.200.000  | Kratz     | 362 (auf 329) |
|      | - Brücke in Gersweiler                                                | 18             | 22. Oktober 1955  | 1.200.000  | Frantzen  | 363 (auf 330) |
|      | - Bibliotheksgebäude der Universität des Saarlandes                   | 30             | 22. Oktober 1955  | 1.200.000  | Mees      | 364 (auf 332) |